# Budova

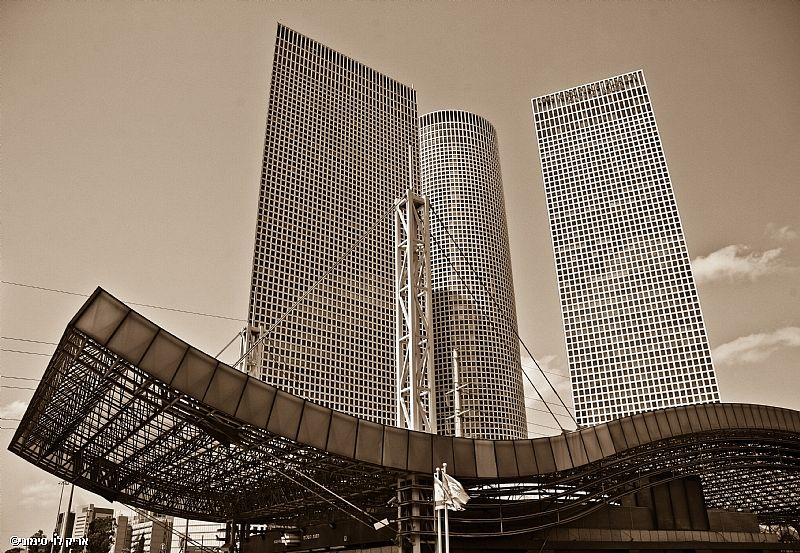
Budova

Budova je nadzemní stavba spojená se zemí pevným základem, která je prostorově soustředěna a navenek převážně uzavřena obvodovými stěnami a střešní konstrukcí, s jedním nebo více ohraničenými užitkovými prostory.
Budovy mohou být rozličných typů – od jednoduchých přístřešků poskytujících pouze ochranu před deštěm, až po složité komplexy, jako je například nemocnice. V takto složitých budovách se může např. regulovat teplota, klimatizace, světlo, vzduch, pohyb bakterií a částic, tlak a nebo pohyb a aktivity lidí.

## Tvorba budov
Tvorba budov a jejich návrh jsou stejně staré jako lidstvo samo. Architekti dnes navrhují většinu větších budov za pomoci týmu složeného z mnoha specializovaných stavebních inženýrů. Menší a středně velké obytné domy ale obvykle nevyžadují nákladnou práci architektů a inženýrů.
Způsoby dopravy lidí v budovách:
- výtahy
- eskalátory
- schodiště

Způsoby propojování budov:
- vzdušné chodby
- podzemní město